# 북천면
북천면(北川面)은 대한민국 경상남도 하동군의 면이다. 하동군의 관문이며 면 주변을 이명산(570m), 천황봉(576m), 탕건봉, 비안봉, 하일봉, 마안산이 병풍을 이루고 있다. 북천면은 경상남도의 서남단이고 하동군의 동남쪽에 위치하며, 북쪽은 하동군 옥종면과 사천시 곤명면 삼정에 접하고, 남쪽으로는 진교면의 월운과 접하고, 동쪽으로는 사천시 곤명면 초량리와 접하며, 서쪽은 횡천면 애치와 양보면의 비파와 접하고 있다. 서남쪽은 높고, 동북으로 낮은 지형을 이루고 있어서 농경지보다 임야가 많은 지역이다.

## 연혁
- 1914년 3개군의 3개면을 병합하여 북천면이라 칭하였음. 하동군 북면(사평,직전,방화리), 곤양군 초량면(가리골,빙옥골), 진양군 대야천면(화정리,남포,빙옥 안동네)
- 1928년 옥정리에서 서황리가 분리 - 6개 법정리 14개마을
- 1982년 계산마을에서 이명마을, 방화마을에서 금촌마을로 분리

## 행정 구역
- 방화리(芳華里)
- 사평리(沙坪里)
- 직전리(稷田里)
- 옥정리(玉亭里)
- 서황리(西黃里)
- 화정리(花亭里)

## 교육
- 북천초등학교
- 옥종중학교 북천분교

## 교통
- 경전선 북천역: 코스모스 축제가 유명하다.

## 특산물
- 고령토
- 밤
- 고사리
- 부추
- 돼지
- 닭
- 한우